# Towarzystwo Gimnastyczne „Sokół” w Dziedzicach

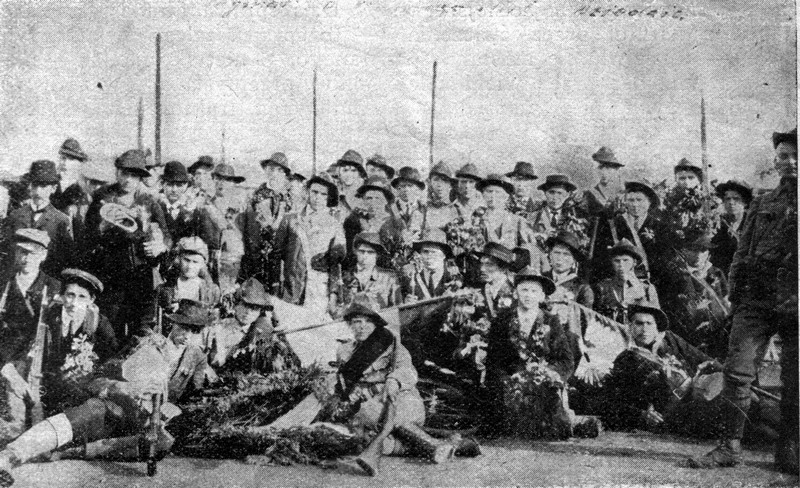
Drużyna Sokoła w Dziedzicach w 1914, która wstąpiła do Legionu Śląskiego

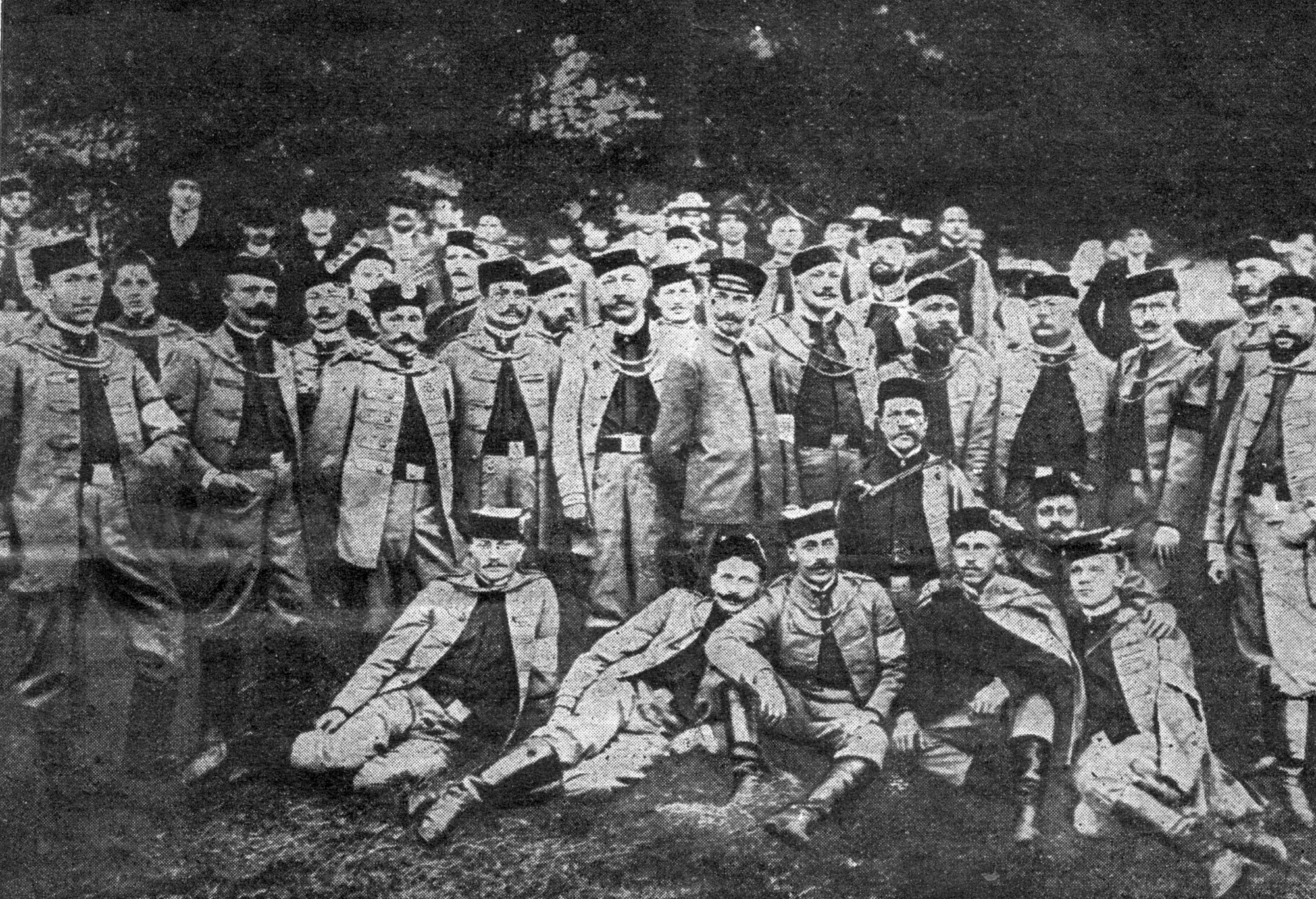
Dziedzice, 10 września 1905, uroczystość otwarcia gniazda Sokoła

Towarzystwo Gimnastyczne „Sokół” w Dziedzicach – jedno z najstarszych na Śląsku Cieszyńskim gniazd Polskiego Towarzystwa Gimnastycznego „Sokół” utworzone w czerwcu 1905 w Dziedzicach z inicjatywy nauczycielstwa szkół powszechnych.

## Geneza
Pierwsze organizacje sokolskie tworzyły się na Śląsku już w XIX wieku. Idea tworzenia towarzystw gimnastycznych rozpowszechniła się wśród Polaków, przychodząc z Czech. Pierwsze polskie gniazdo ruchu sokolskiego zostało założone 7 lutego 1867 we Lwowie. Pod koniec XIX wieku tworzyli je także Polacy ze Śląska Cieszyńskiego, który znajdował się w granicach Austro-Węgier. Pierwsze śląskie gniazdo Polskiego Towarzystwa Gimnastycznego „Sokół” utworzone zostało w 1891 w Cieszynie. Towarzystwo Gimnastyczne „Sokół” w Cieszynie było trzecim z kolei założonym w południowo-zachodniej części Polski (sześć lat po TG „Sokół” w Krakowie, a cztery lata po gnieździe w Wadowicach). Gniazdo dziedzickie było piątym z kolei gniazdem sokolskim założonym na Śląsku Cieszyńskim na przełomie XIX i XX wieku.

## Historia

### Założenie organizacji

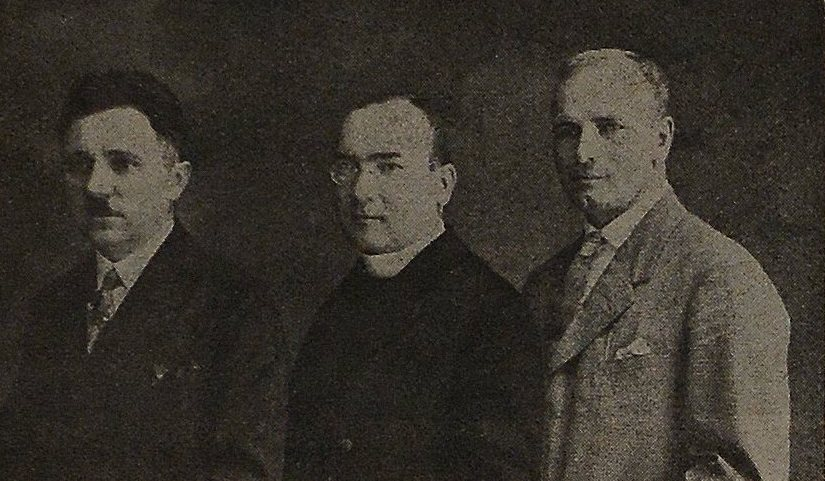
Członkowie dziedzickiego Sokoła: Franciszek Łaszczok, ks. Ludwik Kozjar i Jan Siwy, którzy zasłużyli się podczas nabycia i przebudowy budynku przyszłej sokolni

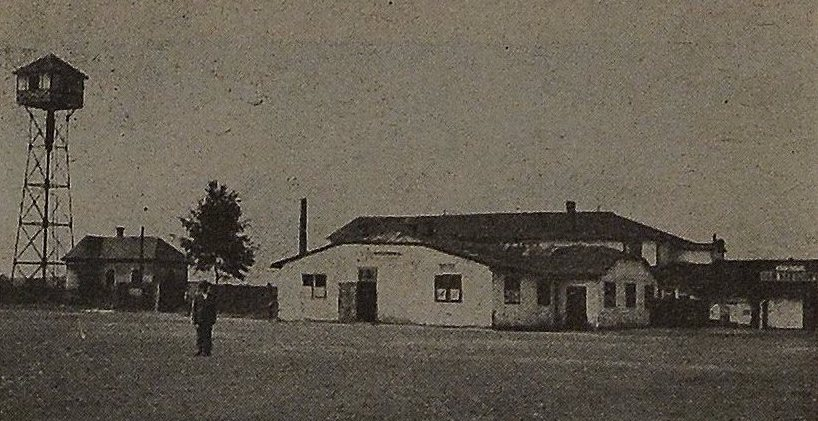
„Dom Narodowy” (sokolnia) w Dziedzicach, gdzie mieściła się m.in. sala gimnastyczna TG „Sokół”

Pierwsze zebranie, na którym padła inicjatywa utworzenia gniazda Sokoła w Dziedzicach, odbyło w czerwcu 1905 z inicjatywy kierownika szkoły Stanisława Kmiecickiego i Karola Mazurka, nauczyciela Władysława Górnikiewicza, Aleksandra Schmida, Józefa Machalicy, Franciszka Janika i innych.
Spotkanie założycielskie odbyło się pod koniec czerwca tego roku i liczyło 30 obywateli. Po odczytaniu statutu organizacji przez redaktora gazety „Głos Ludu Śląskiego” p. Friedla powołano organizację TG „Sokół” w Dziedzicach, która do końca 1905 liczyła 56 członków. Uroczyste otwarcie odbyło się 10 września 1905, na które przyjechali przedstawiciele polskich gniazd sokolich z okręgu krakowskiego, żywieckiego i lwowskiego oraz z Cieszyna, Górnego Śląska i Warszawy. W uroczystości uczestniczyło wielu górnośląskich działaczy sokolskich, w tym m.in. Wojciech Korfanty, Konstanty Wolny, Kazimierz Seyda, prezes wydziału dzielnicowego Sokoła w Bytomiu – Michał Wolski, naczelnik dzielnicy górnośląskiej Antoni Wolski i Jan Kędzior. Przybyli też prezes TG „Sokół” w Cieszynie drJan Galicz oraz naczelnik tego gniazda Klemens Matusiak, a także wielu innych regionalnych działaczy sokolskich.
Uroczystość rozpoczęła się nabożeństwem w kościele parafialnym. Patriotyczne kazanie wygłosił ówczesny proboszcz ks. Antoni Macoszek. Potem odbył się festyn sokoli, na który swoich łąk użyczyli okoliczni mieszkańcy – p. Kieloch oraz p. Budniok. Około 30 sokołów z Cieszyna wykonało szereg ćwiczeń wolnych ze zlotu lwowskiego w 1903, a później zaprezentowano publiczności pierwszy lokalny pokaz gimnastyki sportowej z użyciem lanc, a także ćwiczenia na drążku. Do pokazu akompaniowała orkiestra z gniazda sokolskiego z Krakowa. Po pokazie odbyła się zabawa taneczna.
Pierwszym prezesem został Stanisław Kmiecicki, a naczelnikiem inż. Władysław Koszko. Drugim prezesem był Józef Machalica. Później wieloletnim prezesem organizacji został Jan Stryczek. Następnie Franciszek Łaszczok (1920–1925) i Józef Jurczyk (1925–1928). W 1937 funkcję prezesa pełnił dr Bronisław Wachulski (od 1928), sekretarza Ludwik Jurczyk, skarbnika Teofil Kolarczyk, a naczelnika Adolf Grygierczyk.
Przed I wojną światową członkami dziedzickiego Sokoła byli też mieszkańcy Pszczyny, którzy dopiero w 1920 (lub w 1919) założyli własne gniazdo – Towarzystwo Gimnastyczne „Sokół” w Pszczynie. Pierwszymi sokołami w Pszczynie i jej okolicach, którzy należeli do dziedzickiego gniazda, byli m.in.: Aleksy Fizia, Jan Kędzior, Paweł Wiera, Franciszek Jakubowski, Józef Lazar, bracia Stanisław i Leon Ringwelscy, Jan Jaromir oraz Stanisław Szoppa.

### Działalność

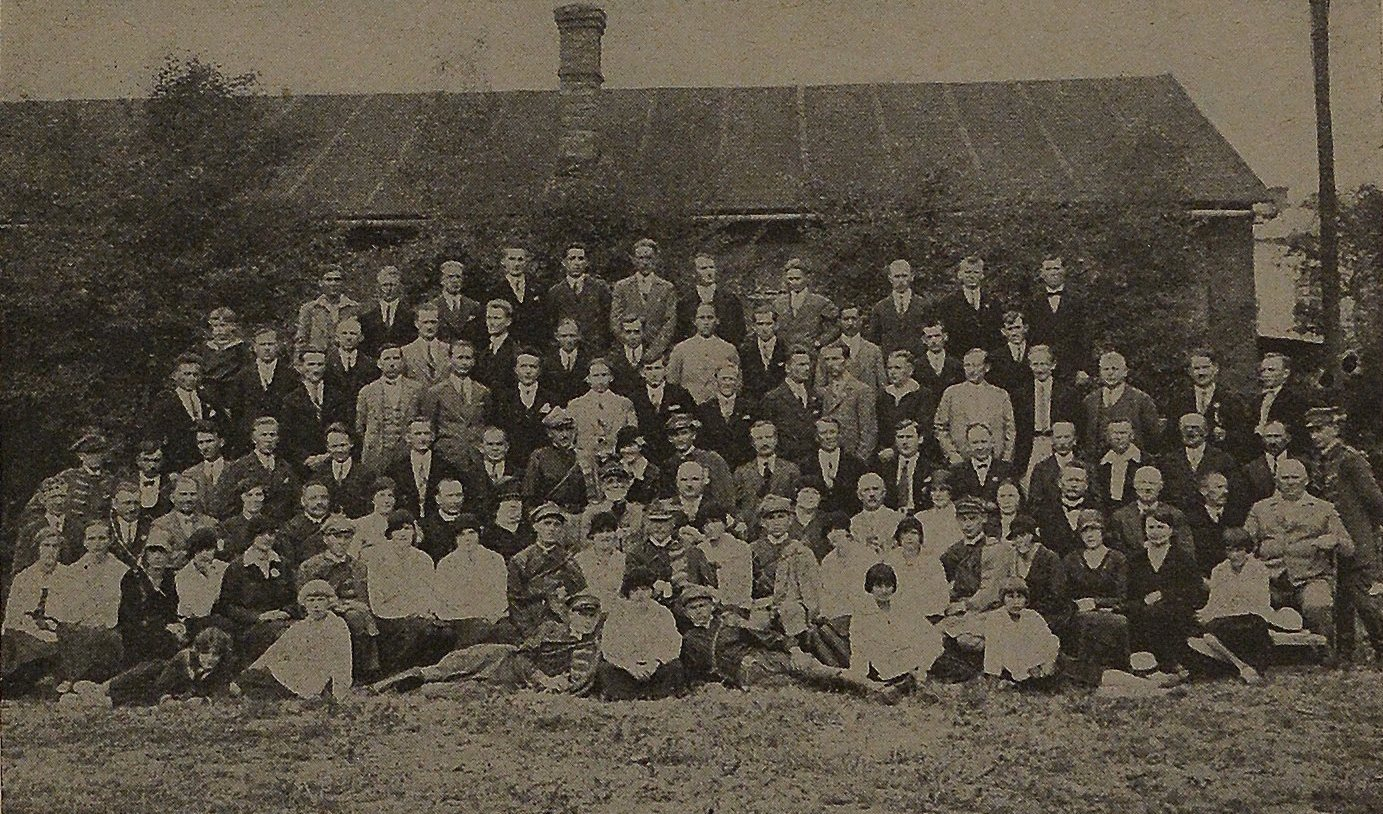
Członkowie TG „Sokół” w Dziedzicach w 1930

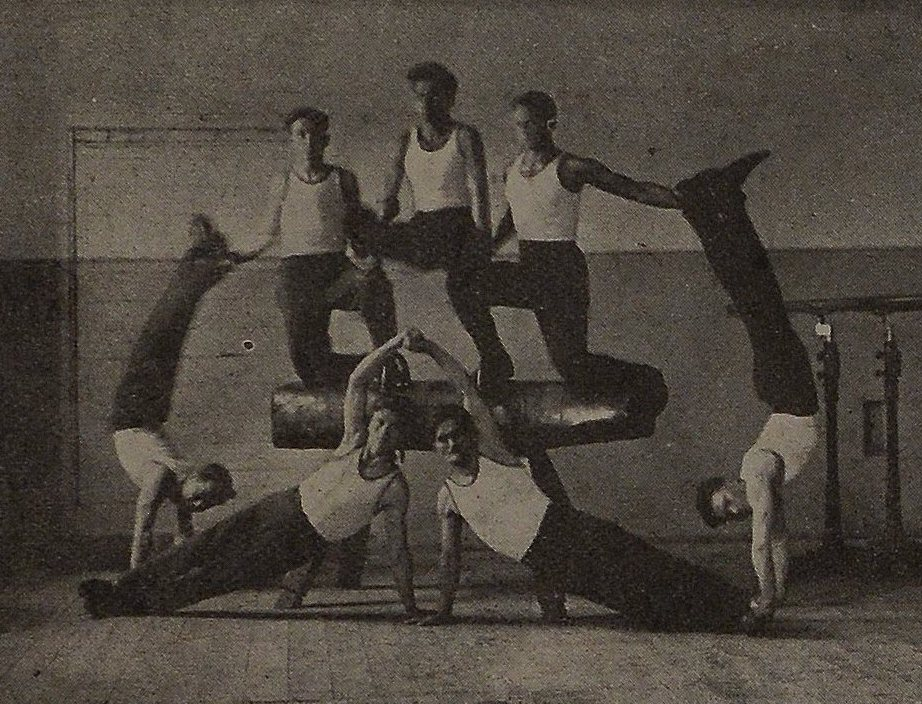
Męska sekcja gimnastyczna w 1930

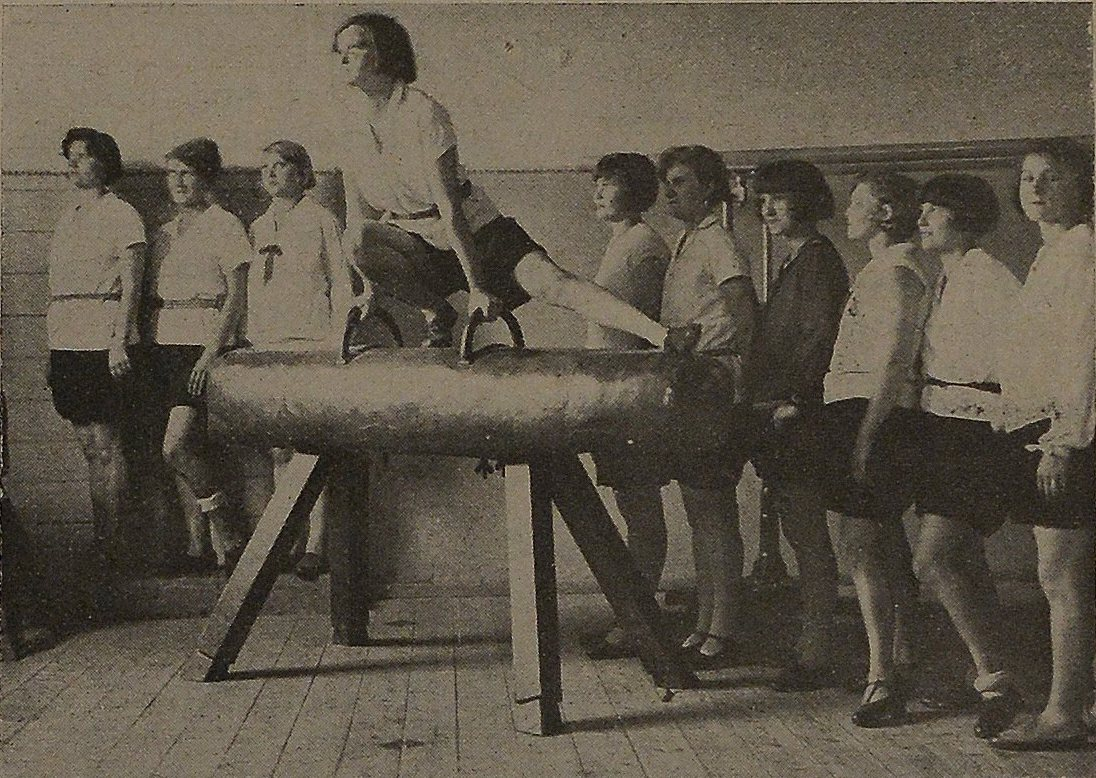
Żeńska sekcja gimnastyczna w 1930

Sokół w Dziedzicach zainicjował w miejscowości działalność pierwszych sekcji gimnastycznych. We współpracy z Sokołem krakowskim gniazdo przeszkoliło instruktorów gimnastyki, a także zakupiło własne przyrządy gimnastyczne oraz zbierało środki finansowe na budowę tzw. sokolni, czyli budynku administracyjnego, sali ćwiczeń, boiska oraz całej infrastruktury służącej do uprawiania sportu.
Chociaż organizacja zajmowała się głównie sportem, to jej członkowie utworzyli również instytucje kulturalne – kółko teatralne, chór mieszany i orkiestrę smyczkową pod kierownictwem Władysława Górnikiewicza. Ponadto 22 października 1911 w siedzibie Sokoła w Dziedzicach pszczyńscy członkowie dziedzickiego gniazda zawiązali koło Towarzystwa Czytelni Ludowych na powiat pszczyński, a wcześniej, w 1907, założyli oni w Pszczynie Towarzystwo Śpiewacze „Lutnia”.

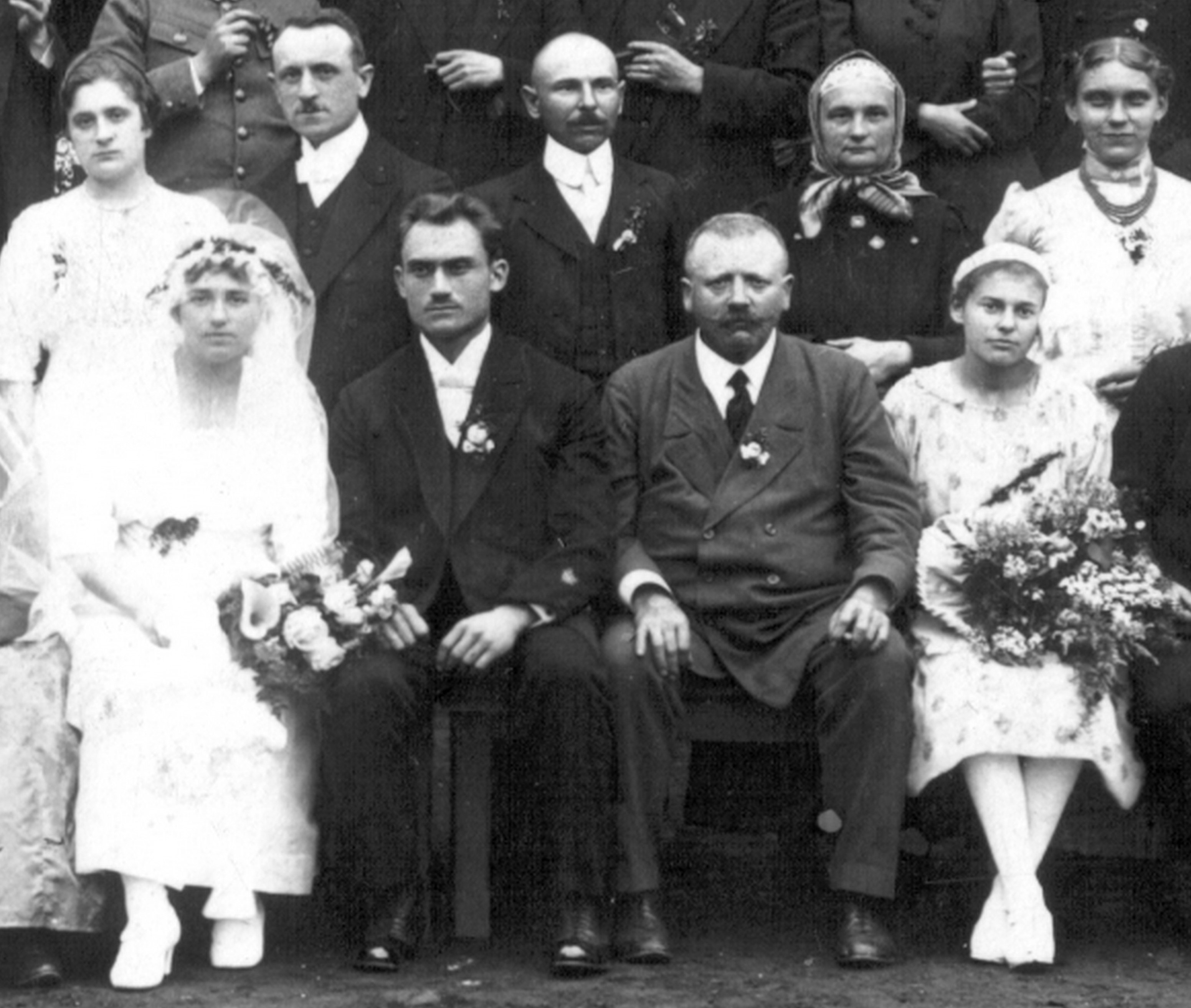
Prezes gniazda Sokoła Jan Stryczek (siedzi drugi od prawej) na weselu swej córki Marii (siedzi pierwsza z lewej), Dziedzice, 4 maja 1920

Sokół organizował w miejscowości imprezy oraz pokazy sportowe, sztuki teatralne, zabawy taneczne, koncerty muzyczne, odczyty oświatowe oraz wycieczki krajoznawcze. Cała ta praca skupiała się w lokalu Jana Stryczka, który w latach 1913–1920 pełnił funkcję prezesa gniazda. Działalność tę przerwał wybuch I wojny światowej. 
Nadszedł pamiętny dzień 25 sierpnia 1914, kiedy to 42 członków organizacji – chluba Sokoła – było gotowych do odmarszu do Legionu Śląskiego w Cieszynie. Do zebranej drużyny przemówił w serdecznych słowach sprzed swojego domu prezes Jan Stryczek i oddał ją pod rozkazy druha Adolfa Janika, po czym wśród niemilknących okrzyków tłumów ludności wyruszył ten zastęp młodych bojowników na dworzec kolejowy, skąd o godz. 15.00 odjechał pociągiem do Cieszyna. Legion Śląski, do którego wstąpili druhowie, wziął udział w walkach na froncie karpackim, wchodząc w skład II Brygady Legionów jako 2 kompania (śląska) 3 Pułku Piechoty pod dowództwem ppłk. Józefa Hallera.
Praca gniazda nie zamarła wówczas całkowicie. Druhowie, którzy pozostali w Dziedzicach, założyli nowe kółko teatralne i w latach 1915–1918 wystawili 22 przedstawienia, z których dochód przeznaczali m.in. na fundusz dla wdów po poległych legionistach, na cele Polskiej Organizacji Wojskowej i na pomoc zbiegłym z więzienia w Huszt ukrywającym się legionistom (z tego powodu przeprowadzono kilka razy śledztwo u prezesa Jana Stryczka, które dzięki jego osobistej przyjaźni z komendantem żandarmerii Herfortem zakończyło się dla niego pomyślnie).
Po zakończeniu wojny reaktywowano pełną działalność. W 1923 Sokół dziedzicki zakupił od wojska teren oraz barak, w którym urządził swoją siedzibę – sokolnię. W miejscu tym zorganizował salę gimnastyczną, czytelnię oraz scenę teatralną. Oficjalne otwarcie siedziby pod nazwą „Dom Narodowy” odbyło się 12 października 1924, a ceremonię poprowadził ks. Józef Londzin.
W 1930 gniazdo dziedzickie Sokoła wydało własnym nakładem publikację poświęconą działalności organizacji pt. „Dwudziestopięciolecie »Sokoła« w Dziedzicach: 1905–1930. Jednodniówka wydana z okazji 25-lecia »Sokoła« w Dziedzicach 3 sierpnia 1930”, która oparta była na relacjach uczestników – historię działalności opisał m.in. Stanisław Cyankiewicz.
W dwudziestoleciu międzywojennym w ramach lokalnego Sokoła działały dwie sekcje drużyny gimnastycznej: żeńska oraz męska pod kierownictwem p. Szostaka oraz drużyna piłki nożnej o nazwie „Grażyna”, na której potrzeby zbudowano boisko sportowe. TG „Sokół” prowadziło również własne kino oraz przytułek. W 1935 koło liczyło 220 członków obojga płci.
Rozwój organizacji przerwał w 1939 wybuch II wojny światowej. W okresie powojennym nie została ona reaktywowana, ponieważ członkowie oraz sama idea towarzystwa byli prześladowani przez władze komunistyczne Polskiej Rzeczypospolitej Ludowej. Organizacja miała zakaz działalności w PRL-u, a wszystkie informacje dotyczące jej historii podlegały peerelowskiej cenzurze prewencyjnej .

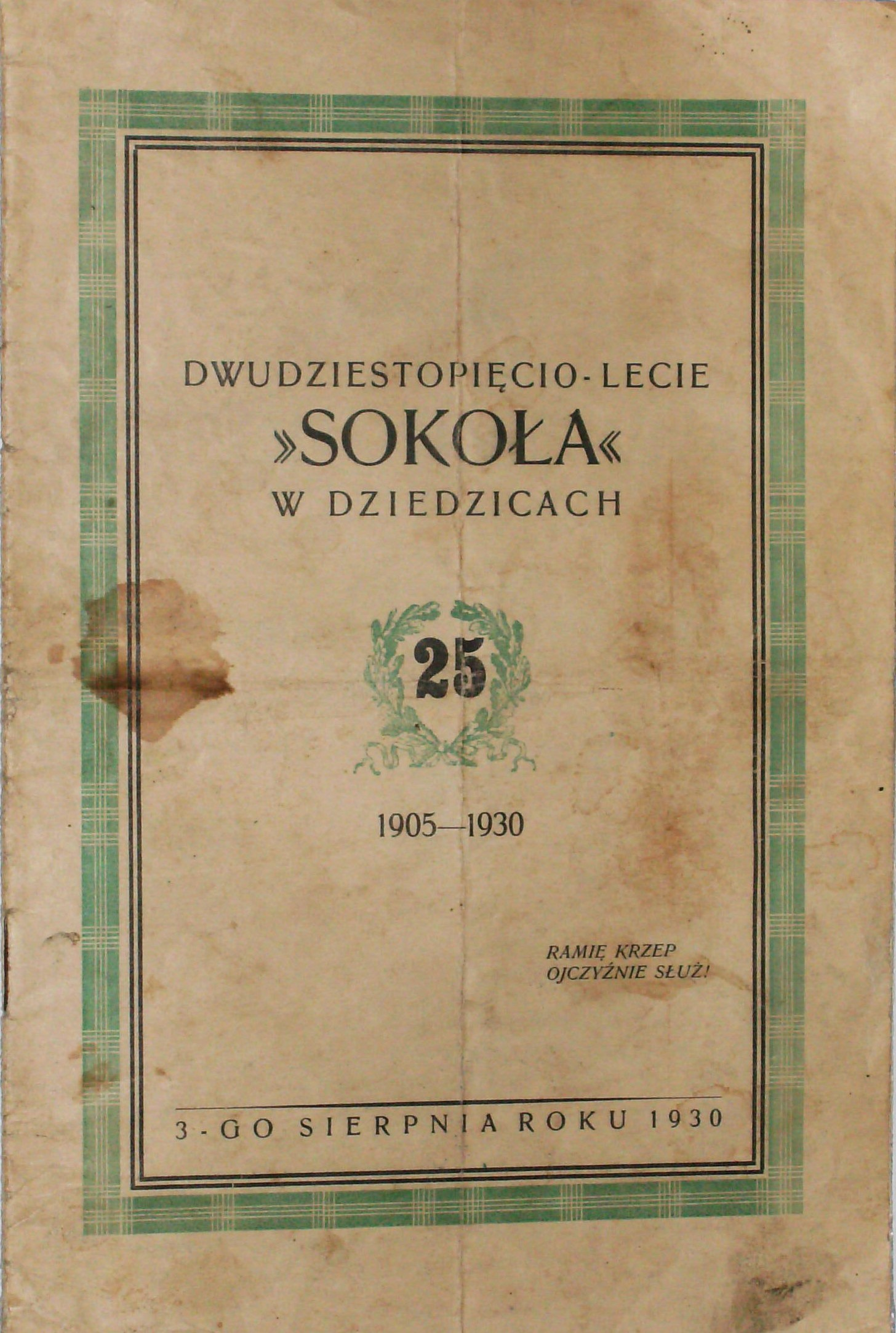
Okładka jednodniówki wydanej z okazji 25-lecia Sokoła w Dziedzicach
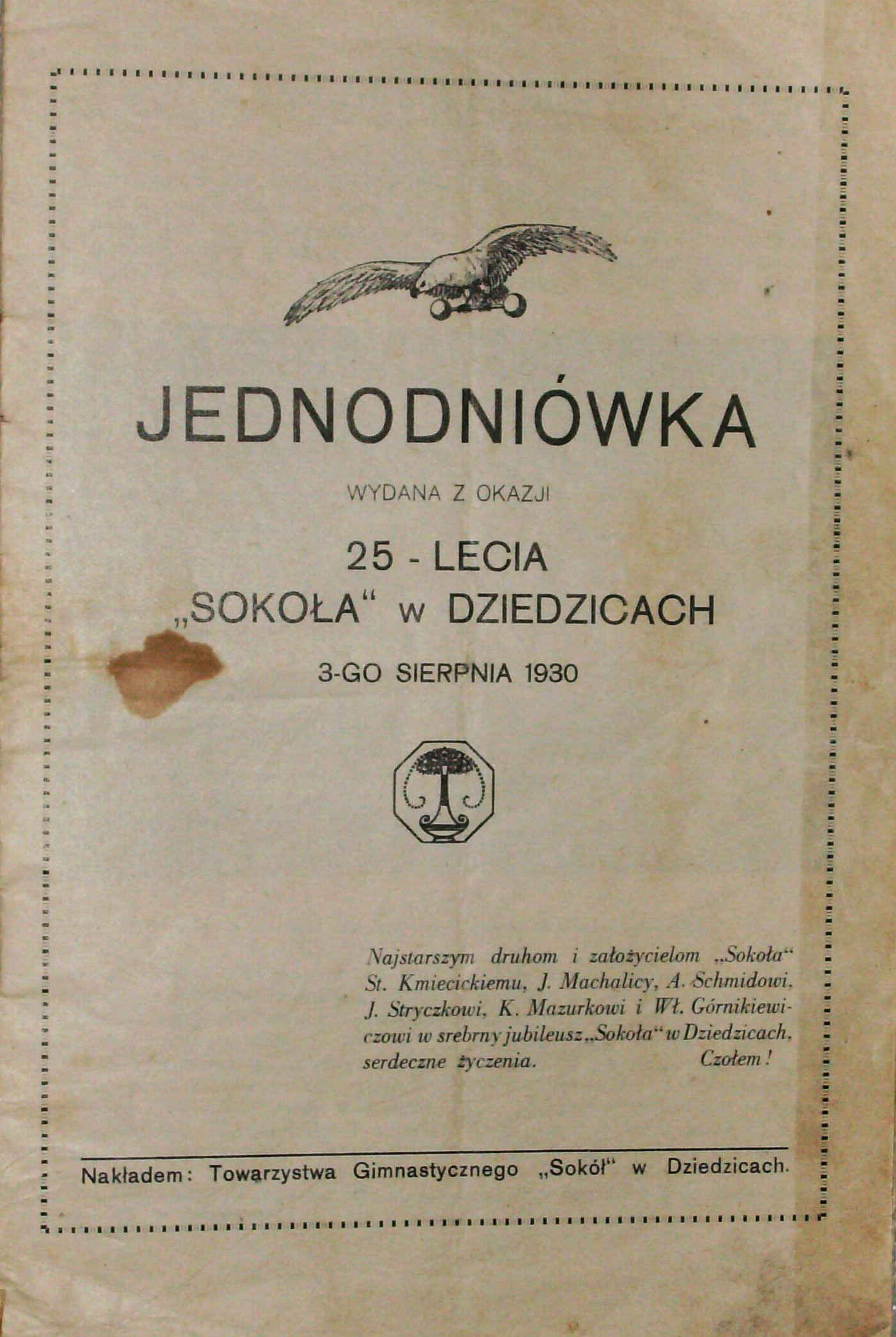
Strona tytułowa jednodniówki wydanej z okazji 25-lecia
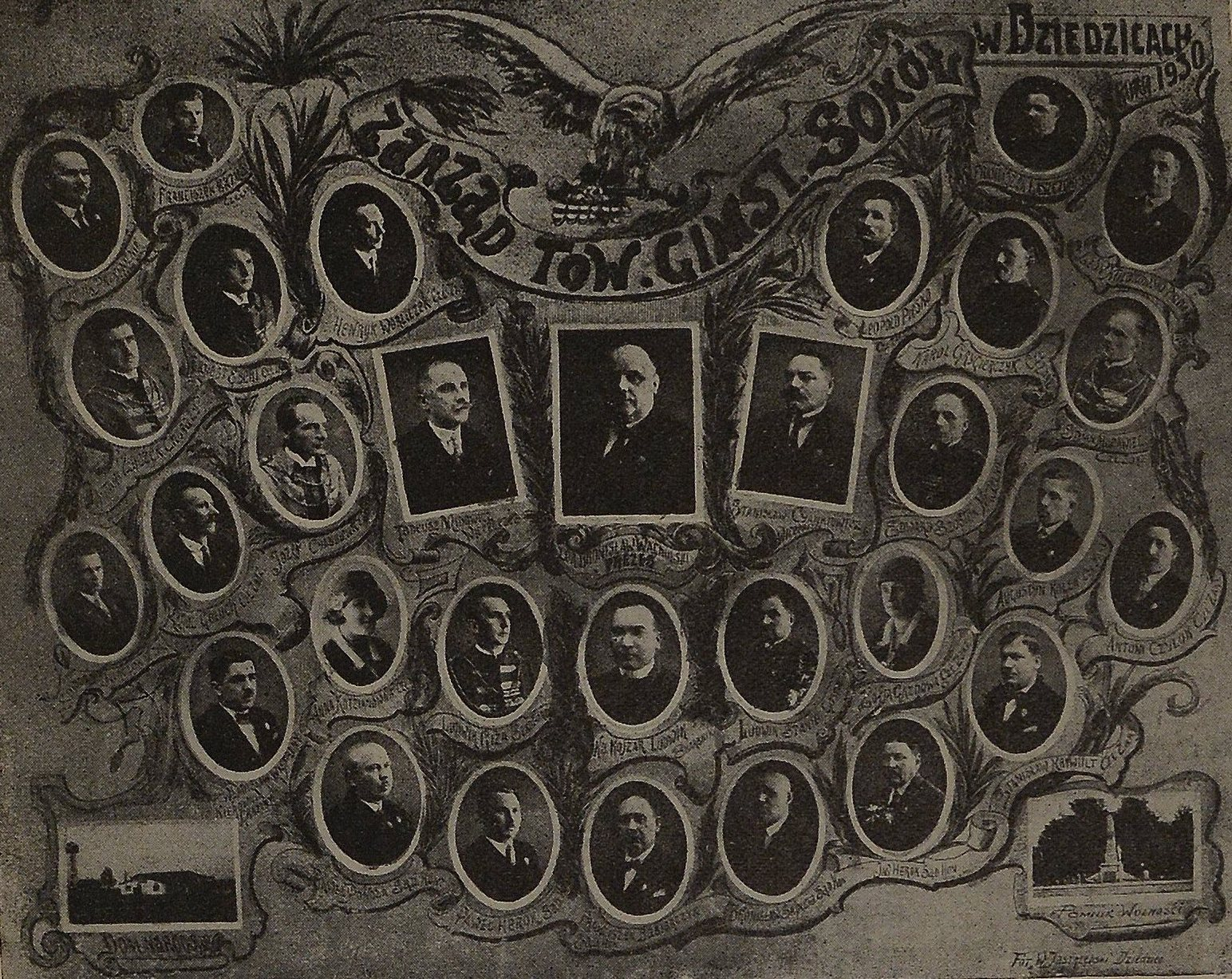
Zarząd TG „Sokół” w Dziedzicach w 1930